# Niendorf Markt (metrostation)
Niendorf Markt is een metrostation in het stadsdeel Niendorf van de Duitse stad Hamburg. Het station werd geopend op 1 juni 1985 en wordt bediend door lijn U2 van de metro van Hamburg.